# Liber censuum
Liber censuum Romanæ Ecclesiæ (hr. Popisna knjiga Rimske Crkve ili Knjiga cenzusa) ili Cencijev kodeks, knjiga poreza i podavanja rimske kurije kompilirana koju je 1192. godine kompilirao papin kancelar Cencio Savelli, poznat kasnije kao papa Honorije III. (1216. – 1227.). Sastojao se od osamnaest svezaka papinskih financijskih dokumenata od 492. do 1192. godine. Donosi poreze, stope i pristojbe koje su bile u vlasništvu Svete Stolice širom Europe, a koje su prikupljale crkve, samostani, dijaceze i crkvene provincije. Knjiga je bila u uporabi do pape Eugena IV. (1431. – 1447.).
Sačuvao se originalni rukopis koji se čuva pod oznakom MS Vat. lat. 8486, a uz njemu su pridruženi i neki drugi spisi (Liber de mirabilibus urbis Romae, Ordo Romanus, povelje pape Celestina III. (1191. – 1198.) i Eugena III. (1145. – 1153.) te kartulari i donacije. Važniji izvori koje je Cencio koristio u izradi svoje knjige bili su Gesta pauperis scholaris Albini (1198.), Collectio canonum (1086.), Liber politicus (o. 1140.) te porezne knjige pape Eugena III. i Hadrijana IV. (1154. – 1159.).
Za hrvatsku povijest ranog srednjeg vijeka bitan je zbog upisane informacije o krunidbi Dmitra Zvonimira za hrvatsko-dalmatinskog kralja dana 8. listopada 1075. ili 1076. godine u krunidbenoj bazilici sv. Petra i Mojsija u Solinu kraj Splita.